# Трећа лига Црне Горе у фудбалу 2022/23 — Центар
Трећа лига Црне Горе у фудбалу 2022/23 — Центар, било је 17 такмичење у оквиру Треће лиге организовано од стране фудбалског савеза Црне Горе од оснивања 2006. и четврто такмичење организовано након реорганизације Средње регије у Удружење клубова Центар. То је једна од три регије трећег степена такмичења у Црној Гори у сезони 2022/23, поред регија Сјевер и Југ.
Првак регије Центар за сезону 2021/22. — ОФК Никшић, завршио је на првом мјесту у баражу против побједника регије Југ — Отрант Олимпика и побједника регије Сјевер — Ибра и пласирао се у Другу лигу Црне Горе за сезону 2022/23, док је из Друге лиге у трећу лигу Центар испао ОФК Титоград.
Током сезоне 2021/22. Братство и ОФК Спуж су иступили из лиге и престали са такмичењем, а пред почетак сезоне 2022/23. поново је почео да се такмичи Челик. У лиги је учествовало 13 клубова и играло се двокружним бод системом, свако са сваким кући и на страни по једном, а због непарног броја у сваком колу је био слободан по један клуб. Првак регије, на крају сезоне је играо у баражу са првацима друге двије регије, гдје је свако са сваким играо по једну утакмицу, домаћини су одлучени жријебом, а двије најбоље екипе обезбиједиле су пласман у Другу лигу.
Титулу је освојио Интернационал, 12 бодова испред Црвене стијене, а та два клуба су били изједначена на табели након 20. кола, када су на стадиону Црвене стијене у Толошима ремизирали 0 : 0, на утакмици којој је присуствовало скоро хиљаду гледалаца. У баражу, Интернационал је побиједио Ибар 4 : 1 у првој утакмици, док је у другој утакмици изгубио од Ловћена 2 : 1 и као другопласирани се пласирао у Другу лигу за сезону 2022/23. заједно са Ловћеном, што су у том тренутку били најстарији и најмлађи клубови у Црној Гори.

### Клубови у сезони 2022/23.
| Клуб           | Мјесто      | Стадион                      | Капацитет | Позиција у сезони 2021/22. |
| -------------- | ----------- | ---------------------------- | --------- | -------------------------- |
| Адриа          | Подгорица   | ДГ арена                     | 4.300     | 11                         |
| Дрезга         | Подгорица   | Стадион ФК Дрезга            | 1.000     | 10                         |
| Забјело        | Подгорица   | Стадион ФК Забјело           | 1.000     | 4                          |
| Зора           | Даниловград | Стадион ФК Зора              | 3.000     | 8                          |
| Иларион        | Голубовци   | Свети Јован Владимир         | 1.000     | 5                          |
| Интернационал  | Подгорица   | Стадион Доњи Кокоти          | 1.000     | 2                          |
| Кариоке        | Подгорица   | Помоћни стадион ФК Будућност | 1.000     | 9                          |
| Олимпико       | Голубовци   | Стадион Трешњица             | 4.000     | 13                         |
| Полет старс    | Никшић      | Стадион под Требјесом        | 1.000     | 7                          |
| Рибница        | Подгорица   | Стадион на Конику            | 750       | 14                         |
| ОФК Титоград   | Подгорица   | Стадион ОФК Титоград         | 2.000     | 9 у Другој лиги            |
| Црвена стијена | Подгорица   | Стадион Црвене стијене       | 1.000     | 3                          |
| Челик          | Никшић      | Стадион Жељезаре             | 2.000     | —                          |

## Резултати
Домаћини су наведени у лијевој колони
|     | Екипа          | 1.     | 2.     | 3.    | 4.    | 5.     | 6.     | 7.    | 8.     | 9.    | 10.   | 11.   | 12.   | 13.   |
| --- | -------------- | ------ | ------ | ----- | ----- | ------ | ------ | ----- | ------ | ----- | ----- | ----- | ----- | ----- |
| 1.  | Адриа          | XXX    | 1 : 6  | 0 : 3 | 1 : 3 | 0 : 13 | 1 : 3  | 1 : 8 | 1 : 0  | 0 : 5 | 1 : 5 | 2 : 5 | 0 : 9 | —     |
| 2.  | Дрезга         | 10 : 1 | XXX    | 4 : 7 | 3 : 1 | 2 : 0  | 0 : 2  | 4 : 3 | 3 : 2  | 0 : 0 | 6 : 1 | 1 : 3 | 0 : 4 | 2 : 4 |
| 3.  | Забјело        | 4 : 0  | 1 : 0  | XXX   | 2 : 3 | 2 : 1  | 0 : 2  | 5 : 1 | 6 : 1  | 2 : 0 | 0 : 3 | 1 : 2 | 1 : 0 | 1 : 1 |
| 4.  | Зора           | 18 : 0 | 3 : 0  | 0 : 3 | XXX   | 2 : 1  | 0 : 8  | 5 : 1 | 11 : 0 | 1 : 4 | 5 : 1 | 1 : 4 | 1 : 2 | 5 : 3 |
| 5.  | Иларион        | 3 : 0  | 3 : 2  | 1 : 2 | 2 : 3 | XXX    | 1 : 3  | 3 : 0 | 7 : 0  | 2 : 1 | 0 : 2 | 0 : 3 | 0 : 3 | 2 : 1 |
| 6.  | Интернационал  | 14 : 0 | 6 : 0  | 3 : 0 | 2 : 1 | 3 : 0  | XXX    | 5 : 0 | 9 : 0  | 8 : 0 | 4 : 2 | 3 : 1 | 0 : 0 | 2 : 0 |
| 7.  | Кариоке        | 3 : 1  | 3 : 2  | 1 : 1 | 0 : 6 | 0 : 4  | 0 : 8  | XXX   | 9 : 1  | 0 : 9 | 1 : 5 | 1 : 1 | 2 : 4 | 0 : 3 |
| 8.  | Олимпико       | 0 : 3  | 0 : 13 | 0 : 8 | 1 : 5 | —      | 0 : 10 | 1 : 3 | XXX    | 1 : 6 | 1 : 3 | 0 : 5 | 0 : 6 | 0 : 4 |
| 9.  | Полет старс    | 7 : 0  | 3 : 0  | 1 : 4 | 2 : 2 | 3 : 1  | 0 : 1  | 5 : 1 | 2 : 1  | XXX   | 1 : 2 | 1 : 1 | 3 : 0 | 3 : 1 |
| 10. | Рибница        | —      | 3 : 1  | —     | 1 : 3 | 2 : 5  | 1 : 4  | 2 : 0 | 2 : 0  | 2 : 3 | XXX   | 5 : 2 | 0 : 3 | 1 : 8 |
| 11. | ОФК Титоград   | 6 : 0  | 3 : 4  | 1 : 3 | 2 : 1 | 3 : 2  | 0 : 3  | 6 : 0 | 12 : 0 | 3 : 1 | 3 : 6 | XXX   | 1 : 3 | 0 : 1 |
| 12. | Црвена стијена | 5 : 0  | 2 : 1  | 1 : 0 | 2 : 4 | 3 : 0  | 0 : 0  | 3 : 0 | 6 : 0  | 3 : 2 | 3 : 0 | 2 : 0 | XXX   | 4 : 0 |
| 13. | Челик          | 10 : 1 | 6 : 0  | 1 : 0 | 3 : 0 | 3 : 1  | 0 : 1  | 3 : 0 | —      | 3 : 0 | 2 : 1 | 2 : 1 | 2 : 1 | XXX   |

## Резултати по колима
| 1. коло, 3—6. 9. 2022.   |       |
| Кариоке - Зора           | 0 : 6 |
| Дрезга - Интернационал   | 0 : 2 |
| Полет старс - Адриа      | 7 : 0 |
| Рибница - Црвена стијена | 0 : 3 |
| Олимпико - Забјело       | 0 : 8 |
| Иларион - ОФК Титоград   | 0 : 3 |
| Челик је био слободан.   |       |

| 2. коло, 10—11. 9. 2022.  |        |
| Челик - Кариоке           | 3 : 0  |
| Зора - Полет старс        | 1 : 4  |
| Адриа - Рибница           | 1 : 5  |
| ОФК Титоград - Олимпико   | 12 : 0 |
| Црвена стијена - Дрезга   | 2 : 1  |
| Интернационал - Иларион   | 3 : 0  |
| Забјело је било слободно. |        |

| 3. коло, 16—18. 9. 2022.  |        |
| Полет старс - Челик       | 3 : 1  |
| Дрезга - Адриа            | 10 : 1 |
| Олимпико - Интернационал  | 0 : 10 |
| Иларион - Црвена стијена  | 0 : 3  |
| Рибница - Зора            | 1 : 3  |
| Забјело - ОФК Титоград    | 1 : 2  |
| Кариоке су биле слободне. |        |

| 4. коло, 24—25. 9. 2022.      |                       |
| Црвена стијена - Олимпико     | 6 : 0                 |
| Интернационал - Забјело       | 3 : 0                 |
| Кариоке - Полет старс         | 0 : 9                 |
| Зора - Дрезга                 | 3 : 0                 |
| Адриа - Иларион               | 0 : 13                |
| Челик - Рибница               | 2 : 1 (11. 12. 2022.) |
| ОФК Титоград је био слободан. |                       |

| 5. коло, 2. 10. 2022.        |                       |
| ОФК Титоград - Интернационал | 0 : 3                 |
| Иларион - Зора               | 2 : 3                 |
| Забјело - Црвена стијена     | 1 : 0                 |
| Дрезга - Челик               | 2 : 4                 |
| Олимпико - Адриа             | 0 : 3                 |
| Рибница - Кариоке            | 2 : 0 (20. 10. 2022.) |
| Полет старс је био слободан. |                       |

| 6. коло, 8—9. 10. 2022.        |        |
| Црвена стијена - ОФК Титоград  | 2 : 0  |
| Челик - Иларион                | 3 : 1  |
| Зора - Олимпико                | 11 : 0 |
| Полет старс - Рибница          | 1 : 2  |
| Кариоке - Дрезга               | 3 : 2  |
| Адриа - Забјело                | 0 : 3  |
| Интернационал је био слободан. |        |

| 7. коло, 15—16. 10. 2022.      |       |
| ОФК Титоград - Адриа           | 6 : 0 |
| Дрезга - Полет старс           | 0 : 0 |
| Интернационал - Црвена стијена | 0 : 0 |
| Забјело - Зора                 | 2 : 3 |
| Иларион - Кариоке              | 3 : 0 |
| Олимпико - Челик               | 0 : 4 |
| Рибница је била слободна.      |       |

| 8. коло, 29—30. 10. 2022.        |       |
| Полет старс - Иларион            | 3 : 1 |
| Челик - Забјело                  | 1 : 0 |
| Рибница - Дрезга                 | 3 : 1 |
| Зора - ОФК Титоград              | 1 : 4 |
| Кариоке - Олимпико               | 9 : 1 |
| Адриа - Интернационал            | 1 : 3 |
| Црвена стијена је била слободна. |       |

| 9. коло, 5—6. 11. 2022.  |       |
| ОФК Титоград - Челик     | 0 : 1 |
| Интернационал - Зора     | 2 : 1 |
| Олимпико - Полет старс   | 1 : 6 |
| Иларион - Рибница        | 0 : 2 |
| Забјело - Кариоке        | 5 : 1 |
| Црвена стијена - Адриа   | 5 : 0 |
| Дрезга је била слободна. |       |

| 10. коло, 9—13. 11. 2022. |       |
| Рибница - Олимпико        | 2 : 0 |
| Дрезга - Иларион          | 2 : 0 |
| Полет старс - Забјело     | 1 : 4 |
| Кариоке - ОФК Титоград    | 1 : 1 |
| Зора - Црвена стијена     | 1 : 2 |
| Челик - Интернационал     | 0 : 1 |
| Адриа је била слободна.   |       |

| 11. коло, 20. 11. 2022.    |                       |
| Црвена стијена - Челик     | 4 : 0                 |
| Забјело - Рибница          | 0 : 3                 |
| Интернационал - Кариоке    | 5 : 0                 |
| Олимпико - Дрезга          | 0 : 13                |
| Адриа - Зора               | 1 : 3                 |
| ОФК Титоград - Полет старс | 3 : 1 (10. 12. 2022.) |
| Иларион је био слободан.   |                       |

| 12. коло, 25—27. 11. 2022.  |        |
| Полет старс - Интернационал | 0 : 1  |
| Иларион - Олимпико          | 7 : 0  |
| Дрезга - Забјело            | 4 : 7  |
| Челик - Адриа               | 10 : 1 |
| Кариоке - Црвена стијена    | 2 : 4  |
| Рибница - ОФК Титоград      | 5 : 2  |
| Зора је била слободна.      |        |

| 13. коло, 3—4. 12. 2022.     |       |
| ОФК Титоград - Дрезга        | 3 : 4 |
| Црвена стијена - Полет старс | 3 : 2 |
| Интернационал - Рибница      | 4 : 2 |
| Забјело - Иларион            | 2 : 1 |
| Адриа - Кариоке              | 1 : 8 |
| Зора - Челик                 | 5 : 3 |
| Олимпико је био слободан.    |       |

| 14. коло, 25. 2.—1. 3. 2023. |       |
| ОФК Титоград - Иларион       | 3 : 2 |
| Зора - Кариоке               | 5 : 1 |
| Адриа - Полет старс          | 0 : 5 |
| Интернационал - Дрезга       | 6 : 0 |
| Црвена стијена - Рибница     | 3 : 0 |
| Забјело - Олимпико           | 6 : 1 |
| Челик је био слободан.       |       |

| 15. коло, 4—5. 3. 2023.   |             |
| Дрезга - Црвена стијена   | 0 : 4       |
| Полет старс - Зора        | 2 : 2       |
| Рибница - Адриа           | није играно |
| Кариоке - Челик           | 0 : 3       |
| Иларион - Интернационал   | 1 : 3       |
| Олимпико - ОФК Титоград   | 0 : 5       |
| Забјело је било слободно. |             |

| 16. коло, 11—13. 3. 2023. |       |
| ОФК Титоград - Забјело    | 1 : 3 |
| Челик - Полет старс       | 3 : 0 |
| Црвена стијена - Иларион  | 3 : 0 |
| Интернационал - Олимпико  | 9 : 0 |
| Адриа - Дрезга            | 1 : 6 |
| Зора - Рибница            | 5 : 1 |
| Кариоке су биле слободне. |       |

| 17. коло, 26. 3. 2023.        |       |
| Дрезга - Зора                 | 3 : 1 |
| Полет старс - Кариоке         | 5 : 1 |
| Иларион - Адриа               | 3 : 0 |
| Забјело - Интернационал       | 0 : 2 |
| Рибница - Челик               | 1 : 8 |
| Олимпико - Црвена стијена     | 0 : 6 |
| ОФК Титоград је био слободан. |       |

| 18. коло, 1—3. 4. 2023.      |       |
| Црвена стијена - Забјело     | 1 : 0 |
| Интернационал - ОФК Титоград | 3 : 1 |
| Кариоке - Рибница            | 1 : 5 |
| Зора - Иларион               | 2 : 1 |
| Челик - Дрезга               | 6 : 0 |
| Адриа - Олимпико             | 1 : 0 |
| Полет старс је био слободан. |       |

| 19. коло, 8—9. 4. 2023.        |       |
| ОФК Титоград - Црвена стијена  | 1 : 3 |
| Иларион - Челик                | 2 : 1 |
| Олимпико - Зора                | 1 : 5 |
| Рибница - Полет старс          | 2 : 3 |
| Забјело - Адриа                | 4 : 0 |
| Дрезга - Кариоке               | 4 : 3 |
| Интернационал је био слободан. |       |

| 20. коло, 14—17. 4. 2023.      |             |
| Полет старс - Дрезга           | 3 : 0       |
| Адриа - ОФК Титоград           | 2 : 5       |
| Зора - Забјело                 | 0 : 3       |
| Челик - Олимпико               | није играно |
| Црвена стијена - Интернационал | 0 : 0       |
| Кариоке - Иларион              | 0 : 4       |
| Рибница је била слободна.      |             |

| 21. коло, 19—20. 4. 2023.        |        |
| Забјело - Челик                  | 1 : 1  |
| ОФК Титоград - Зора              | 2 : 1  |
| Иларион - Полет старс            | 2 : 1  |
| Олимпико - Кариоке               | 1 : 3  |
| Интернационал - Адриа            | 14 : 0 |
| Дрезга - Рибница                 | 6 : 1  |
| Црвена стијена је била слободна. |        |

| 22. коло, 22—23. 4. 2023. |       |
| Рибница - Иларион         | 2 : 5 |
| Челик - ОФК Титоград      | 2 : 1 |
| Адриа - Црвена стијена    | 0 : 9 |
| Полет старс - Олимпико    | 2 : 1 |
| Кариоке - Забјело         | 1 : 1 |
| Зора - Интернационал      | 0 : 8 |
| Дрезга је била слободна.  |       |

| 23. коло, 27—30. 4. 2023. |       |
| Олимпико - Рибница        | 1 : 3 |
| Иларион - Дрезга          | 3 : 2 |
| ОФК Титоград - Кариоке    | 6 : 0 |
| Забјело - Полет старс     | 2 : 0 |
| Интернационал - Челик     | 2 : 0 |
| Црвена стијена - Зора     | 2 : 4 |
| Адриа је била слободна.   |       |

| 24. коло, 6—7. 5. 2023.    |             |
| Челик - Црвена стијена     | 2 : 1       |
| Кариоке - Интернационал    | 0 : 8       |
| Зора - Адриа               | 18 : 0      |
| Полет старс - ОФК Титоград | 1 : 1       |
| Дрезга - Олимпико          | 3 : 2       |
| Рибница - Забјело          | није играно |
| Иларион је био слободан.   |             |

| 25. коло, 10—14. 5. 2023.   |             |
| ОФК Титоград - Рибница      | 3 : 6       |
| Интернационал - Полет старс | 8 : 0       |
| Адриа - Челик               | није играно |
| Црвена стијена - Кариоке    | 3 : 0       |
| Забјело - Дрезга            | 1 : 0       |
| Олимпико - Иларион          | није играно |
| Зора је била слободна.      |             |

| 26. коло, 13—14. 5. 2023.    |       |
| Полет старс - Црвена стијена | 3 : 0 |
| Иларион - Забјело            | 1 : 2 |
| Рибница - Интернационал      | 1 : 4 |
| Дрезга - ОФК Титоград        | 1 : 3 |
| Кариоке - Адриа              | 3 : 1 |
| Челик - Зора                 | 3 : 0 |
| Олимпико је био слободан.    |       |

Легенда:
 Дерби мечеви
- - Службени резултат.

## Детаљни извјештај

### 1. коло
| Кариоке | 0 : 6 | Зора |
| ------- | ----- | --- |
|         |       | Јасмин Љуца 48’ · Андрија Ћосовић 54’ · Бајрам Аџовић 58’ · Александар Крстовић 61’ · Александар Крстовић 67’ · Андрија Ћосовић 73’ |

| Полет старс | 7 : 0 | Адриа |
| --- | ----- | ----- |
| Данило Бабовић 37’ · Милан Ђукановић 54’ · Милан Ђукановић 62’ · Милан Ђукановић 69’ · Милан Ђукановић 79’ · Милан Јанковић 90’ · Милан Ђукановић 90+2’ |       |       |

| Дрезга | 0 : 2 | Интернационал                     |
| ------ | ----- | --------------------------------- |
|        |       | Ријад Пепић 59’ · Ријад Пепић 65’ |

| Рибница | 0 : 3 | Црвена стијена |
| ------- | ----- | -------------- |
|         |       |                |

| Олимпико | 0 : 8 | Забјело |
| -------- | ----- | --- |
|          |       | Владимир Вратница 34’ · Блажо Џанкић 38’ · Владимир Вратница 47’ · Мирко Раичевић 51’ · Стефан Поповић 59’ · Александар Кривокапић 77’ · Милош Кнежевић 82’ · Блажо Џанкић 89’ |

| Иларион | 0 : 3 | ОФК Титоград                                                 |
| ------- | ----- | ------------------------------------------------------------ |
|         |       | Игор Радевић 43’ · Антон Ђонлекић 74’ · Ведад Турусковић 89’ |

### 2. коло
| Челик                                                          | 3 : 0 | Кариоке |
| -------------------------------------------------------------- | ----- | ------- |
| Немања Ненезић 11’ · Немања Ненезић 67’ · Никола Чолаковић 78’ |       |         |

| Зора                | 1 : 4 | Полет старс                                                                               |
| ------------------- | ----- | ----------------------------------------------------------------------------------------- |
| Андрија Ћосовић 44’ |       | Милан Ђукановић 30’ · Милан Бабић 38’ · Данило Вуковић 42’ (пенал) · Љубо Калуђеровић 85’ |

| Адриа               | 1 : 5 | Рибница                                                                                             |
| ------------------- | ----- | --------------------------------------------------------------------------------------------------- |
| Балша Булатовић 84’ |       | Ријад Дервишевић 5’ · Едисон Авдијај 7’ · Суад Мујак 51’ · Едисон Авдијај 53’ · Здравко Јашовић 76’ |

| ОФК Титоград | 12 : 0 | Олимпико |
| --- | ------ | -------- |
| Игор Радевић 5’ · Марко Поповић 16’ · Ведад Турусковић 20’ · Игор Радевић 26’ (пенал) · Јован Кљајевић 51’ · Богдан Челебић 72’ · Јован Кљајевић 73’ · Емир Спахић 77’ (пенал) · Јован Кљајевић 79’ · Игор Радевић 80’ · Ведад Турусковић 84’ · Ведад Турусковић 85’ |        |          |

| Црвена стијена                        | 2 : 1 | Дрезга               |
| ------------------------------------- | ----- | -------------------- |
| Душан Лакушић 56’ · Петар Челебић 73’ |       | Жељко Златичанин 53’ |

| Интернационал                                         | 3 : 0 | Иларион |
| ----------------------------------------------------- | ----- | ------- |
| Дарјан Шушић 45’ · Милош Драгаш 50’ · Петар Тадић 58’ |       |         |

### 3. коло
| Полет старс                                          | 3 : 1 | Челик              |
| ---------------------------------------------------- | ----- | ------------------ |
| Стефан Ећо 34’ · Никола Бабић 64’ · Никола Бабић 67’ |       | Филип Ћипранић 75’ |

| Дрезга | 10 : 1 | Адриа                       |
| --- | ------ | --------------------------- |
| Анђео Дробњак 8’ · Лазар Мартиновић 20’ · Вук Вујачић 29’ (пенал) · Анђео Дробњак 40’ · Никола Добровић 51’ · Лазар Мартиновић 52’ · Никола Добровић 60’ · Бојан Лазаревић 66’ · Саша Ђуришић 88’ · Никола Добровић 90’ |        | Владимир Костић 39’ (пенал) |

| Олимпико | 0 : 10 | Интернационал |
| -------- | ------ | --- |
|          |        | Ђорђе Мујовић 2’ · Лазар Стијеповић 11’ · Дарјан Шушић 19’ · Дарјан Шушић 22’ · Дарјан Шушић 29’} · Дарјан Шушић 46’ · Дарјан Шушић 54’ · Јован Малишић 60’ · Петар Тадић 83’ · Иван Вукчевић 88’ |

| Иларион | 0 : 3 | Црвена стијена                                                   |
| ------- | ----- | ---------------------------------------------------------------- |
|         |       | Душан Лакушић 30’ · Александар Раичковић 56’ · Иван Газивода 77’ |

| Рибница            | 1 : 3 | Зора                                                       |
| ------------------ | ----- | ---------------------------------------------------------- |
| Едисон Авдијај 50’ |       | Јасмин Љуца 23’ · Јасмин Љуца 39’ · Александар Ћулафић 81’ |

| Забјело            | 1 : 2 | ОФК Титоград                               |
| ------------------ | ----- | ------------------------------------------ |
| Милош Вукчевић 11’ |       | Ведад Турусковић 9’ · Ведад Турусковић 39’ |

### 4. коло
| Црвена стијена | 6 : 0 | Олимпико |
| --- | ----- | -------- |
| Бошко Вукчевић 7’ · Бошко Вукчевић 13’ · Никола Пејовић 17’ · Бошко Вукчевић 21’ · Андреј Мирковић 38’ · Никола Пејовић 39’ |       |          |

| Интернационал                                                   | 3 : 0 | Забјело |
| --------------------------------------------------------------- | ----- | ------- |
| Миро Томић 10’ (пенал) · Никола Раденовић 47’ · Петар Тадић 68’ |       |         |

| Адриа | 0 : 13 | Иларион |
| ----- | ------ | --- |
|       |        | Давор Секулић 8’ · Вук Лукић 18’ · Давор Секулић 19’ · Вук Лукић 22’ · Вук Лукић 37’ · Вук Лукић 45’ · Вук Лукић 54’ · Вук Лукић 57’ · Богдан Ђуретић 59’ · Богдан Ђуретић 63’ · Богдан Ђуретић 65’ · Вук Лукић 78’ · Вук Лукић 80’ |

| Кариоке | 0 : 9 | Полет старс |
| ------- | ----- | --- |
|         |       | Љубо Калуђеровић 8’ · Иван Вујачић 24’ · Стефан Ећо 55’ · Стефан Ећо 59’ · Стефан Ећо 66’ · Јаков Вукчевић 68’ · Давид Николић 70’ (пенал) · Милош Ђуришић 74’ · Иван Вујачић 85’ |

| Зора                                                               | 3 : 0 | Дрезга |
| ------------------------------------------------------------------ | ----- | ------ |
| Александар Крстовић 9’ · Андрија Вујисић 54’ · Ђорђије Ајковић 90’ |       |        |

| Челик                                      | 2 : 1 | Рибница              |
| ------------------------------------------ | ----- | -------------------- |
| Немања Косовић 38’ · Горан Давидовић 90+3’ |       | Ријад Дервишевић 65’ |

### 5. коло
| ОФК Титоград | 0 : 3 | Интернационал                                                                 |
| ------------ | ----- | ----------------------------------------------------------------------------- |
|              |       | Никола Раденовић 27’ · Лазар Стијеповић 45+2’ · Лазар Вујошевић 88’ (аутогол) |

| Иларион                          | 2 : 3 | Зора                                                                              |
| -------------------------------- | ----- | --------------------------------------------------------------------------------- |
| Давор Секулић 4’ · Вук Лукић 81’ |       | Александар Крстовић 54’ · Андрија Ћосовић 65’ (пенал) · Александар Крстовић 90+1’ |

| Забјело            | 1 : 0 | Црвена стијена |
| ------------------ | ----- | -------------- |
| Марио Гојчевић 53’ |       |                |

| Дрезга                                   | 2 : 4 | Челик                                                                          |
| ---------------------------------------- | ----- | ------------------------------------------------------------------------------ |
| Дарко Рајковић 57’ · Никола Добровић 59’ |       | Марко Денда 32’ · Никола Лончар 54’ · Андрија Пејовић 66’ · Немања Косовић 74’ |

| Олимпико | 0 : 3 | Адриа                                                      |
| -------- | ----- | ---------------------------------------------------------- |
|          |       | Тодор Раичковић 6’ · Лука Пејурић 9’ · Тодор Раичковић 39’ |

| Рибница                               | 2 : 0 | Кариоке |
| ------------------------------------- | ----- | ------- |
| Едисон Авдијај 32’ · Стеван Пекић 80’ |       |         |

### 6. коло
| Челик                                                         | 3 : 1 | Иларион       |
| ------------------------------------------------------------- | ----- | ------------- |
| Горан Давидовић 10’ · Никола Чолаковић 69’ · Иван Тољић 90+5’ |       | Вук Лукић 17’ |

| Црвена стијена                                  | 2 : 0 | ОФК Титоград |
| ----------------------------------------------- | ----- | ------------ |
| Дино Ђукић 4’ (аутогол) · Василије Кликовац 75’ |       |              |

| Зора | 11 : 0 | Олимпико |
| --- | ------ | -------- |
| Александар Ћулафић 10’ · Небојша Јовановић 19’ · Андрија Ћосовић 22’ · Александар Ћулафић 38’ · Иван Перовић 47’ · Живко Каљевић 50’ (аутогол) · Иван Злајић 54’ (пенал) · Јасмин Љуца 70’ · Александар Крстовић 77’ · Лука Јововић 80’ · Игор Бурић 83’ |        |          |

| Полет старс      | 1 : 2 | Рибница                                     |
| ---------------- | ----- | ------------------------------------------- |
| Иван Вујачић 50’ |       | Ријад Дервишевић 20’ · Ријад Дервишевић 32’ |

| Кариоке                                                 | 3 : 2 | Дрезга                                  |
| ------------------------------------------------------- | ----- | --------------------------------------- |
| Дејан Јањић 20’ · Амер Маркишић 53’ · Амер Маркишић 66’ |       | Дарко Рајковић 81’ · Дарко Рајковић 86’ |

| Адриа | 0 : 3 | Забјело                                                 |
| ----- | ----- | ------------------------------------------------------- |
|       |       | Блажо Џанкић 6’ · Мирко Раичевић 39’ · Лука Радетић 80’ |

### 7. коло
| ОФК Титоград | 6 : 0 | Адриа |
| --- | ----- | ----- |
| Давид Беришај 52’ · Јован Кљајевић 55’ · Јован Кљајевић 58’ · Дино Ђукић 60’ · Антон Ђонлекић 69’ · Богдан Челебић 85’ |       |       |

| Дрезга | 0 : 0 | Полет старс |
| ------ | ----- | ----------- |
|        |       |             |

| Интернационал | 0 : 0 | Црвена стијена |
| ------------- | ----- | -------------- |
|               |       |                |

| Забјело                                 | 2 : 3 | Зора                                                              |
| --------------------------------------- | ----- | ----------------------------------------------------------------- |
| Мирко Раичевић 43’ · Стефан Поповић 64’ |       | Небојша Јовановић 48’ · Андрија Ћосовић 71’ · Андрија Ћосовић 81’ |

| Иларион                                                                | 3 : 0 | Кариоке |
| ---------------------------------------------------------------------- | ----- | ------- |
| Павле Петричевић 38’ (пенал) · Богдан Ђуретић 68’ · Богдан Ђуретић 71’ |       |         |

| Олимпико | 0 : 4 | Челик                                                                           |
| -------- | ----- | ------------------------------------------------------------------------------- |
|          |       | Никола Лончар 2’ · Никола Лончар 21’ · Митар Драганић 27’ · Божидар Поповић 84’ |

### 8. коло
| Полет старс                                             | 3 : 1 | Иларион              |
| ------------------------------------------------------- | ----- | -------------------- |
| Иван Вујачић 35’ · Сиљами Делија 85’ · Никола Бабић 90’ |       | Павле Петричевић 61’ |

| Челик                       | 1 : 0 | Забјело |
| --------------------------- | ----- | ------- |
| Мирко Дурутовић 74’ (пенал) |       |         |

| Зора             | 1 : 4 | ОФК Титоград                                                                     |
| ---------------- | ----- | -------------------------------------------------------------------------------- |
| Иван Васовић 23’ |       | Јован Кљајевић 12’ · Марко Поповић 81’ · Марко Поповић 87’ · Дамир Адровић 90+3’ |

| Кариоке | 9 : 1 | Олимпико          |
| --- | ----- | ----------------- |
| Амер Маркишић 6’ · Дино Хуремовић 10’ (пенал) · Ваид Еминовић 19’ · Дејан Јањић 33’ · Ваид Еминовић 45’ · Амер Маркишић 49’ · Дејан Јањић 56’ · Ваид Еминовић 63’ · Владимир Спалевић 75’ |       | Марко Стругар 82’ |

| Рибница                                                           | 3 : 1 | Дрезга                       |
| ----------------------------------------------------------------- | ----- | ---------------------------- |
| Елвир Мемић 11’ · Ријад Дервишевић 88’ · Суад Мујак 90+2’ (пенал) |       | Дражен Пејовић 56’ (аутогол) |

| Адриа            | 1 : 3 | Интернационал                                                     |
| ---------------- | ----- | ----------------------------------------------------------------- |
| Лука Пејурић 29’ |       | Петар Тадић 38’ · Миро Томић 66’ (пенал) · Богдан Јошановић 90+3’ |

### 9. коло
| ОФК Титоград | 0 : 1 | Челик          |
| ------------ | ----- | -------------- |
|              |       | Иван Тољић 15’ |

| Интернационал                               | 2 : 1 | Зора              |
| ------------------------------------------- | ----- | ----------------- |
| Никола Раденовић 50’ · Богдан Јошановић 67’ |       | Ервин Ћоровић 78’ |

| Олимпико            | 1 : 6 | Полет старс |
| ------------------- | ----- | --- |
| Денад Башановић 85’ |       | Сиљами Делија 2’ · Филип Митровић 13’ · Иван Вујачић 15’ · Сиљами Делија 27’ · Филип Митровић 30’ · Иван Вујачић 40’ |

| Иларион | 0 : 2 | Рибница                                |
| ------- | ----- | -------------------------------------- |
|         |       | Едисон Авдијај 5’ · Едисон Авдијај 86’ |

| Забјело                                                                                                  | 5 : 1 | Кариоке         |
| --- | ----- | --------------- |
| Блажо Џанкић 1’ · Блажо Џанкић 54’ · Александар Кривокапић 62’ · Мирко Раичевић 66’ · Мирко Раичевић 80’ |       | Дејан Јањић 33’ |

| Црвена стијена                                                                                               | 5 : 0 | Адриа |
| --- | ----- | ----- |
| Куштрим Арифи 49’ · Александар Раичковић 54’ · Душан Лакушић 73’ · Борис Стијеповић 82’ · Немања Шиник 90+1’ |       |       |

### 10. коло
| Рибница                          | 2 : 0 | Олимпико |
| -------------------------------- | ----- | -------- |
| Бојан Лалић 52’ · Суад Мујак 82’ |       |          |

| Дрезга                                  | 2 : 0 | Иларион |
| --------------------------------------- | ----- | ------- |
| Дарко Рајковић 80’ · Дарко Рајковић 83’ |       |         |

| Полет старс              | 1 : 4 | Забјело                                                                         |
| ------------------------ | ----- | ------------------------------------------------------------------------------- |
| Шћепан Барјактаревић 30’ |       | Мирко Раичевић 25’ · Стефан Поповић 39’ · Мирко Раичевић 57’ · Блажо Џанкић 67’ |

| Кариоке         | 1 : 1 | ОФК Титоград       |
| --------------- | ----- | ------------------ |
| Дејан Јањић 76’ |       | Антон Ђонлекић 80’ |

| Зора              | 1 : 2 | Црвена стијена                           |
| ----------------- | ----- | ---------------------------------------- |
| Ервин Ћоровић 15’ |       | Иван Газивода 33’ · Борис Стијеповић 59’ |

| Челик | 0 : 1 | Интернационал  |
| ----- | ----- | -------------- |
|       |       | Миро Томић 66’ |

### 11. коло
| Црвена стијена                                                                                       | 4 : 0 | Челик |
| --- | ----- | ----- |
| Никола Пејовић 10’ · Никола Пејовић 28’ (пенал) · Бошко Вукчевић 87’ · Василије Кликовац 90’ (пенал) |       |       |

| Забјело | 0 : 3 | Рибница |
| ------- | ----- | ------- |
|         |       |         |

| Интернационал | 5 : 0 | Кариоке |
| --- | ----- | ------- |
| Никола Раденовић 45’ · Никола Раденовић 45+2’ · Никола Раденовић 45+3’ · Богдан Јошановић 78’ · Лука Лакушић 85’ |       |         |

| Олимпико | 0 : 13 | Дрезга |
| -------- | ------ | --- |
|          |        | Жељко Златичанин 5’ · Никола Добровић 6’ · Анђео Дробњак 16’ · Анђео Дробњак 18’ · Александар Бошковић 30’ · Дарко Рајковић 31’ · Анђео Дробњак 33’ · Никола Добровић 36’ · Немања Љумовић 55’ · Никола Добровић 60’ · Алекса Томашевић 70’ · Никола Добровић 87’ · Лука Ралевић 88’ |

| Адриа               | 1 : 3 | Зора                                                                     |
| ------------------- | ----- | ------------------------------------------------------------------------ |
| Владимир Костић 83’ |       | Никола Јовановић 53’ (пенал) · Андрија Ћосовић 64’ · Андрија Ћосовић 90’ |

| ОФК Титоград                                              | 3 : 1 | Полет старс               |
| --------------------------------------------------------- | ----- | ------------------------- |
| Игор Радевић 25’ · Антон Ђонлекић 65’ · Марко Поповић 80’ |       | Емир Спахић 52’ (аутогол) |

### 12. коло
| Полет старс | 0 : 1 | Интернационал        |
| ----------- | ----- | -------------------- |
|             |       | Лазар Дармановић 59’ |

| Иларион | 7 : 0 | Олимпико |
| --- | ----- | -------- |
| Игор Петричевић 3’ (пенал) · Богдан Ђуретић 15’ · Стефан Оташевић 33’ · Богдан Ђуретић 48’ · Бојан Вукићевић 59’ · Стефан Вукићевић 75’ (пенал) · Богдан Ђуретић 84’ |       |          |

| Дрезга                                                                                         | 4 : 7 | Забјело |
| ---------------------------------------------------------------------------------------------- | ----- | --- |
| Никола Добровић 25’ · Стефан Поповић 65’ (аутогол) · Никола Добровић 67’ · Никола Добровић 74’ |       | Владимир Вратница 39’ · Милош Кнежевић 45’ · Александар Кривокапић 49’ · Блажо Џанкић 51’ · Милош Кнежевић 54’ · Мирко Раичевић 80’ · Мирко Раичевић 90’ |

| Челик | 10 : 1 | Адриа              |
| --- | ------ | ------------------ |
| Филип Ћипранић 24’ (пенал) · Никола Чолаковић 29’ · Божидар Поповић 40’ · Марко Копривица 48’ · Никола Чолаковић 49’ · Иван Томашевић 52’ · Немања Ненезић 56’ · Срђа Косовић 61’ · Немања Ненезић 78’ · Горан Давидовић 80’ |        | Јанко Вукчевић 58’ |

| Кариоке                             | 2 : 4 | Црвена стијена                                                                               |
| ----------------------------------- | ----- | -------------------------------------------------------------------------------------------- |
| Амер Маркишић 5’ · Немања Шалго 30’ |       | Никола Пејовић 26’ · Никола Пејовић 44’ (пенал) · Василије Кликовац 54’ · Никола Пејовић 90’ |

| Рибница                                                                                                 | 5 : 2 | ОФК Титоград                         |
| --- | ----- | ------------------------------------ |
| Едисон Авдијај 8’ · Едисон Авдијај 29’ · Едисон Авдијај 44’ · Ријад Дервишевић 67’ · Едисон Авдијај 79’ |       | Давид Беришај 60’ · Игор Радевић 87’ |

### 13. коло
| ОФК Титоград                                                  | 3 : 4 | Дрезга                                                                               |
| ------------------------------------------------------------- | ----- | ------------------------------------------------------------------------------------ |
| Антон Ђонлекић 7’ · Антон Ђонлекић 85’ · Ведад Турусковић 87’ |       | Дарко Рајковић 13’ · Лазар Мартиновић 21’ · Дарко Рајковић 49’ · Никола Добровић 66’ |

| Црвена стијена                                                                   | 3 : 2 | Полет старс                               |
| -------------------------------------------------------------------------------- | ----- | ----------------------------------------- |
| Александар Раичковић 52’ · Никола Пејовић 55’ (пенал) · Александар Раичковић 65’ |       | Видоје Бајовић 63’ · Љубо Калуђеровић 84’ |

| Интернационал                                                                     | 4 : 2 | Рибница                                          |
| --------------------------------------------------------------------------------- | ----- | ------------------------------------------------ |
| Миро Томић 31’ (пенал) · Никола Раденовић 51’ · Дарјан Шушић 54’ · Лука Лакић 75’ |       | Едисон Авдијај 39’ (пенал) · Неждет Даутовић 60’ |

| Забјело                                 | 2 : 1 | Иларион            |
| --------------------------------------- | ----- | ------------------ |
| Мирко Раичевић 23’ · Стефан Поповић 58’ |       | Богдан Ђуретић 35’ |

| Адриа               | 1 : 8 | Кариоке |
| ------------------- | ----- | --- |
| Балша Булатовић 72’ |       | Дејан Јањић 26’ · Борис Маровић 30’ · Борис Маровић 48’ · Дејан Јањић 61’ · Дејан Јањић 63’ · Борис Маровић 66’ · Дејан Јањић 79’ · Владимир Вујисић 88’ |

| Зора | 5 : 3 | Челик                                                                     |
| --- | ----- | ------------------------------------------------------------------------- |
| Никола Јовановић 3’ · Андрија Ћосовић 66’ · Никола Јовановић 83’ · Александар Крстовић 86’ · Никола Јовановић 90+5’ |       | Божидар Поповић 33’ · Горан Давидовић 40’ · Милош Аврамовић 67’ (аутогол) |

### 14. коло
| ОФК Титоград                                                        | 3 : 2 | Иларион                       |
| ------------------------------------------------------------------- | ----- | ----------------------------- |
| Антон Ђонлекић 20’ (пенал) · Јован Кљајевић 49’ · Аљфред Гојчај 55’ |       | Вук Лукић 39’ · Вук Лукић 90’ |

| Зора | 5 : 1 | Кариоке              |
| --- | ----- | -------------------- |
| Александар Крстовић 45’ · Милош Поповић 45+1’ · Александар Крстовић 70’ · Иван Перовић 85’ · Ервин Ћоровић 89’ (пенал) |       | Владимир Вујисић 13’ |

| Адриа | 0 : 5 | Полет старс                                                                                      |
| ----- | ----- | ------------------------------------------------------------------------------------------------ |
|       |       | Стефан Ећо 5’ · Филип Митровић 8’ · Лука Мрвошевић 13’ · Радован Бањевић 69’ · Андрија Вучић 84’ |

| Интернационал | 6 : 0 | Дрезга |
| --- | ----- | ------ |
| Никола Раденовић 13’ · Петар Тадић 58’ · Миро Томић 64’ · Јован Перишић 86’ · Јован Перишић 87’ · Петар Тадић 90+1’ |       |        |

| Црвена стијена | 3 : 0 | Рибница |
| -------------- | ----- | ------- |
|                |       |         |

| Забјело | 6 : 1 | Олимпико          |
| --- | ----- | ----------------- |
| Богдан Јошановић 43’ · Марио Гојчевић 71’ · Владимир Вратница 77’ · Блажо Џанкић 84’ · Александар Кривокапић 86’ (пенал) · Блажо Џанкић 89’ |       | Амар Абазовић 74’ |

### 15. коло
| Дрезга | 0 : 4 | Црвена стијена                                                                         |
| ------ | ----- | -------------------------------------------------------------------------------------- |
|        |       | Милош Пејурић 17’ · Василије Кликовац 42’ · Василије Кликовац 51’ · Милош Цаушевић 79’ |

| Полет старс                                     | 2 : 2 | Зора                                    |
| ----------------------------------------------- | ----- | --------------------------------------- |
| Лука Мрвошевић 77’ (пенал) · Видоје Бајовић 89’ |       | Ервин Ћоровић 13’ · Андрија Ћосовић 30’ |

| Рибница | није играно | Адриа |
| ------- | ----------- | ----- |
|         |             |       |

| Кариоке | 0 : 3 | Челик                                                        |
| ------- | ----- | ------------------------------------------------------------ |
|         |       | Филип Ћипранић 52’ · Ристо Мирковић 65’ · Ристо Мирковић 82’ |

| Иларион                      | 1 : 3 | Интернационал                                                |
| ---------------------------- | ----- | ------------------------------------------------------------ |
| Павле Петричевић 69’ (пенал) |       | Петар Тадић 34’ · Никола Раденовић 39’ · Кијотака Хосоно 56’ |

| Олимпико | 0 : 5 | ОФК Титоград                                                                                                 |
| -------- | ----- | --- |
|          |       | Јакша Баошић 66’ · Јован Кљајевић 71’ · Владимир Маровић 78’ (пенал) · Давид Беришај 85’ · Давид Беришај 88’ |

### 16. коло
| ОФК Титоград                 | 1 : 3 | Забјело                                                                         |
| ---------------------------- | ----- | ------------------------------------------------------------------------------- |
| Лука Петричевић 7’ (аутогол) |       | Александар Кривокапић 25’ (пенал) · Владимир Вратница 48’ · Лука Петричевић 68’ |

| Челик | 3 : 0 | Полет старс |
| ----- | ----- | ----------- |
|       |       |             |

| Црвена стијена                                                          | 3 : 0 | Иларион |
| ----------------------------------------------------------------------- | ----- | ------- |
| Александар Раичковић 6’ · Александар Раичковић 57’ · Никола Пејовић 63’ |       |         |

| Интернационал | 9 : 0 | Олимпико |
| --- | ----- | -------- |
| Јован Перишић 16’ · Александар Ћулафић 18’ · Петар Тадић 19’ · Петар Тадић 27’ · Кијотака Хосоно 29’ · Петар Тадић 31’ · Ђорђе Мујовић 33’ · Кијотака Хосоно 36’ · Кијотака Хосоно 40’ |       |          |

| Адриа            | 1 : 6 | Дрезга |
| ---------------- | ----- | --- |
| Лука Пејурић 46’ |       | Жељко Златичанин 10’ · Никола Добровић 44’ · Никола Добровић 66’ · Иван Томашевић 80’ · Никола Добровић 84’ · Вук Вујачић 89’ |

| Зора | 5 : 1 | Рибница           |
| --- | ----- | ----------------- |
| Андрија Ћосовић 20’ · Јасмин Љуца 48’ · Ервин Ћоровић 60’ · Ервин Ћоровић 62’ · Александар Крстовић 66’ |       | Енис Асановић 14’ |

### 17. коло
| Дрезга                                                          | 3 : 1 | Зора                  |
| --------------------------------------------------------------- | ----- | --------------------- |
| Никола Добровић 3’ · Лазар Мартиновић 26’ · Никола Добровић 83’ |       | Небојша Јовановић 72’ |

| Полет старс                                                                                             | 5 : 1 | Кариоке            |
| --- | ----- | ------------------ |
| Радован Бањевић 20’ · Милош Ђуришић 24’ · Лазар Булајић 54’ · Лука Мрвошевић 59’ · Максим Малешевић 80’ |       | Дино Хуремовић 55’ |

| Иларион                                                          | 3 : 0 | Адриа |
| ---------------------------------------------------------------- | ----- | ----- |
| Бојан Вукићевић 47’ · Вук Лукић 70’ (пенал) · Богдан Ђуретић 81’ |       |       |

| Забјело | 0 : 2 | Интернационал                         |
| ------- | ----- | ------------------------------------- |
|         |       | Кијотака Хосоно 45’ · Петар Тадић 77’ |

| Рибница              | 1 : 8 | Челик |
| -------------------- | ----- | --- |
| Ријад Дервишевић 23’ |       | Лука Шофранац 10’ · Филип Ћипранић 11’ · Марко Денда 62’ · Иван Тољић 73’ · Иван Тољић 74’ · Момчило Грбовић 76’ · Ристо Мирковић 80’ (пенал) · Ристо Мирковић 89’ |

| Олимпико | 0 : 6 | Црвена стијена |
| -------- | ----- | --- |
|          |       | Александар Раичковић 10’ · Никола Пејовић 26’ · Бошко Вукчевић 30’ · Марко Секулић 50’ · Борис Стијеповић 57’ · Душан Лакушић 88’ |

### 18. коло
| Црвена стијена        | 1 : 0 | Забјело |
| --------------------- | ----- | ------- |
| Василије Кликовац 76’ |       |         |

| Интернационал                                        | 3 : 1 | ОФК Титоград              |
| ---------------------------------------------------- | ----- | ------------------------- |
| Петар Тадић 3’ · Милош Драгаш 69’ · Дарјан Шушић 76’ |       | Дамир Адровић 57’ (пенал) |

| Кариоке              | 1 : 5 | Рибница                                                                                         |
| -------------------- | ----- | ----------------------------------------------------------------------------------------------- |
| Јагош Шћепановић 48’ |       | Едисон Авдијај 40’ · Суад Мујак 60’ · Суад Мујак 80’ · Хироки Мацумото 86’ · Едисон Авдијај 89’ |

| Зора                                    | 2 : 1 | Иларион       |
| --------------------------------------- | ----- | ------------- |
| Ервин Ћоровић 62’ · Ервин Ћоровић 90+3’ |       | Вук Лукић 36’ |

| Челик | 6 : 0 | Дрезга |
| --- | ----- | ------ |
| Филип Ћипранић 14’ · Филип Ћипранић 25’ · Ристо Мирковић 39’ · Ристо Мирковић 58’ · Немања Косовић 85’ · Дејан Јањић 90’ |       |        |

| Адриа                | 1 : 0 | Олимпико |
| -------------------- | ----- | -------- |
| Лазар Рабреновић 26’ |       |          |

### 19. коло
| ОФК Титоград          | 1 : 3 | Црвена стијена                                                       |
| --------------------- | ----- | -------------------------------------------------------------------- |
| Матија Гардашевић 11’ |       | Душан Лакушић 69’ · Вук Пејовић 85’ (аутогол) · Бошко Вукчевић 90+4’ |

| Иларион                           | 2 : 1 | Челик              |
| --------------------------------- | ----- | ------------------ |
| Вук Лукић 31’ · Балша Шишевић 82’ |       | Немања Ненезић 80’ |

| Олимпико         | 1 : 5 | Зора |
| ---------------- | ----- | --- |
| Лука Радовић 25’ |       | Милош Поповић 6’ · Александар Крстовић 24’ · Ервин Ћоровић 60’ · Милош Поповић 90’ · Ервин Ћоровић 90+4’ |

| Рибница                                          | 2 : 3 | Полет старс                                                  |
| ------------------------------------------------ | ----- | ------------------------------------------------------------ |
| Едисон Авдијај 37’ (пенал) · Хироки Мацумото 45’ |       | Давид Николић 12’ · Радован Бањевић 34’ · Видоје Бајовић 51’ |

| Забјело                                                                                            | 4 : 0 | Адриа |
| -------------------------------------------------------------------------------------------------- | ----- | ----- |
| Мирко Раичевић 9’ · Александар Кривокапић 43’ (пенал) · Милош Кнежевић 53’ · Владимир Вратница 62’ |       |       |

| Дрезга                                                                                  | 4 : 3 | Кариоке                                                          |
| --------------------------------------------------------------------------------------- | ----- | ---------------------------------------------------------------- |
| Никола Добровић 26’ · Лазар Мартиновић 30’ · Никола Добровић 49’ · Жељко Златичанин 50’ |       | Владимир Вујисић 20’ · Сретен Павићевић 53’ · Дино Хуремовић 71’ |

### 20. коло
| Полет старс | 3 : 0 | Дрезга |
| ----------- | ----- | ------ |
|             |       |        |

| Адриа                             | 2 : 5 | ОФК Титоград                                                                                     |
| --------------------------------- | ----- | ------------------------------------------------------------------------------------------------ |
| Јаков Рудан 50’ · Јаков Рудан 85’ |       | Антон Ђонлекић 1’ · Јован Дубљевић 8’ · Јован Дубљевић 14’ · Ненад Мараш 58’ · Давид Беришај 83’ |

| Зора | 0 : 3 | Забјело                                                        |
| ---- | ----- | -------------------------------------------------------------- |
|      |       | Лука Радетић 27’ · Богдан Јошановић 57’ · Богдан Јошановић 88’ |

| Челик | није играно | Олимпико |
| ----- | ----------- | -------- |
|       |             |          |

| Црвена стијена | 0 : 0 | Интернационал |
| -------------- | ----- | ------------- |
|                |       |               |

| Кариоке | 0 : 4 | Иларион                                                        |
| ------- | ----- | -------------------------------------------------------------- |
|         |       | Аои Нишиде 22’ · Вук Лукић 42’ · Вук Лукић 55’ · Вук Лукић 76’ |

### 21. коло
| Иларион                       | 2 : 1 | Полет старс        |
| ----------------------------- | ----- | ------------------ |
| Вук Лукић 61’ · Вук Лукић 70’ |       | Огњен Тодоровић 9’ |

| Забјело            | 1 : 1 | Челик                      |
| ------------------ | ----- | -------------------------- |
| Милош Кнежевић 90’ |       | Филип Ћипранић 26’ (пенал) |

| ОФК Титоград                              | 2 : 1 | Зора                    |
| ----------------------------------------- | ----- | ----------------------- |
| Матија Гардашевић 1’ · Јован Кљајевић 44’ |       | Александар Крстовић 24’ |

| Олимпико          | 1 : 3 | Кариоке                                                               |
| ----------------- | ----- | --------------------------------------------------------------------- |
| Демир Ђоковић 45’ |       | Андрија Дамјановић 12’ · Матија Вукосавловић 23’ · Немања Ђуровић 35’ |

| Интернационал | 14 : 0 | Адриа |
| --- | ------ | ----- |
| Дарјан Шушић 5’ · Ђорђе Мујовић 27’ · Дарјан Шушић 32’ · Лазар Рабреновић 37’ (аутогол) · Никола Раденовић 41’ · Никола Раденовић 55’ · Лазар Дармановић 59’ · Иво Шкулетић 60’ · Дарјан Шушић 64’ · Дарјан Шушић 66’ · Јуки Јамам 73’ · Ђорђе Мујовић 82’ · Дарјан Шушић 84’ · Дарјан Шушић 86’ |        |       |

| Дрезга | 6 : 1 | Рибница                    |
| --- | ----- | -------------------------- |
| Лазар Мартиновић 3’ · Никола Добровић 9’ · Никола Добровић 33’ · Никола Добровић 35’ · Никола Добровић 71’ · Ђорђије Спахић 85’ |       | Едисон Авдијај 47’ (пенал) |

### 22. коло
| Рибница                               | 2 : 5 | Иларион |
| ------------------------------------- | ----- | --- |
| Адин Шкријељ 15’ · Лорис Крушевци 53’ |       | Стефан Вукићевић 5’ · Богдан Ђуретић 6’ · Богдан Ђуретић 22’ · Вук Лукић 32’ (пенал) · Марко Бабовић 82’ (аутогол) |

| Челик                                  | 2 : 1 | ОФК Титоград     |
| -------------------------------------- | ----- | ---------------- |
| Дејан Јањић 18’ · Ристо Мирковић 90+3’ |       | Дамир Адровић 9’ |

| Адриа | 0 : 9 | Црвена стијена |
| ----- | ----- | --- |
|       |       | Душан Лакушић 28’ · Душан Лакушић 43’ (пенал) · Сава Арчон 45’ · Куштрим Арифи 57’ · Бошко Вукчевић 63’ · Филип Радоњић 66’ · Василије Кликовац 71’ · Бошко Вукчевић 85’ · Бошко Вукчевић 87’ |

| Полет старс                           | 2 : 1 | Олимпико          |
| ------------------------------------- | ----- | ----------------- |
| Данило Бабовић 4’ · Борис Перовић 55’ |       | Дамир Ђоковић 22’ |

| Кариоке          | 2:1 | Забјело                           |
| ---------------- | --- | --------------------------------- |
| Немања Шалго 34’ |     | Александар Кривокапић 90’ (пенал) |

| Зора | 0 : 8 | Интернационал |
| ---- | ----- | --- |
|      |       | Милош Драгаш 3’ · Дарјан Шушић 40’ · Харуки Јамамура 43’ · Дарјан Шушић 45’ · Лазар Дармановић 47’ · Ђорђе Мујовић 57’ · Јован Перишић 63’ · Дарјан Шушић 67’ (пенал) |

### 23. коло
| Олимпико            | 1 : 3 | Рибница                                                           |
| ------------------- | ----- | ----------------------------------------------------------------- |
| Денад Башановић 47’ |       | Едисон Авдијај 33’ (пенал) · Суад Мујак 38’ · Хироки Мацумото 52’ |

| Иларион                                              | 3 : 2 | Дрезга                                    |
| ---------------------------------------------------- | ----- | ----------------------------------------- |
| Богдан Ђуретић 17’ · Аои Нишиде 22’ · Аои Нишиде 85’ |       | Павле Турковић 39’ · Жељко Златичанин 49’ |

| ОФК Титоград | 6 : 0 | Кариоке |
| --- | ----- | ------- |
| Антон Ђонлекић 29’ · Матија Гардашевић 39’ · Матија Гардашевић 42’ · Матија Гардашевић 45’ · Дамир Адровић 55’ · Душан Радевић 75’ |       |         |

| Интернационал                             | 2 : 0 | Челик |
| ----------------------------------------- | ----- | ----- |
| Миро Томић 35’ (пенал) · Милош Драгаш 57’ |       |       |

| Забјело                                  | 2 : 0 | Полет старс |
| ---------------------------------------- | ----- | ----------- |
| Богдан Јошановић 5’ · Марио Гојчевић 88’ |       |             |

| Црвена стијена                     | 2 : 4 | Зора                                                                                      |
| ---------------------------------- | ----- | ----------------------------------------------------------------------------------------- |
| Сава Арчон 20’ · Милош Пејурић 47’ |       | Александар Крстовић 46’ · Александар Крстовић 61’ · Ервин Ћоровић 71’ · Милош Поповић 87’ |

### 24. коло
| Челик                                | 2 : 1 | Црвена стијена     |
| ------------------------------------ | ----- | ------------------ |
| Дејан Јањић 73’ · Ристо Мирковић 85’ |       | Никола Пејовић 69’ |

| Кариоке | 0 : 8 | Интернационал |
| ------- | ----- | --- |
|         |       | Никола Раденовић 10’ · Александар Ћулафић 18’ · Александар Ћулафић 29’ · Петар Тадић 33’ · Милован Вујисић 42’ (пенал) · Кијотака Хосоно 56’ · Никола Раденовић 61’ · Кијотака Хосоно 69’ |

| Зора | 18 : 0 | Адриа |
| --- | ------ | ----- |
| Бајрам Аџовић 5’ · Ервин Ћоровић 9’ · Ђорђије Ајковић 14’ · Александар Крстовић 31’ · Бајрам Аџовић 33’ · Александар Крстовић 36’ · Игор Бурић 38’ · Ервин Ћоровић 48’ · Александар Крстовић 52’ · Ервин Ћоровић 55’ · Александар Крстовић 57’ · Александар Крстовић 65’ · Бајрам Аџовић 66’ · Александар Крстовић 68’ · Александар Крстовић 72’ · Лука Поповић 76’ · Александар Крстовић 80’ · Александар Крстовић 86’ |        |       |

| Полет старс         | 1 : 1 | ОФК Титоград    |
| ------------------- | ----- | --------------- |
| Радован Бањевић 56’ |       | Ненад Мараш 81’ |

| Дрезга                                                                 | 3 : 2 | Олимпико                                      |
| ---------------------------------------------------------------------- | ----- | --------------------------------------------- |
| Дарко Рајковић 24’ · Никола Добровић 27’ (пенал) · Бојан Лазаревић 33’ |       | Живко Каљевић 77’ (пенал) · Демир Ђоковић 80’ |

| Рибница | није играно | Забјело |
| ------- | ----------- | ------- |
|         |             |         |

### 25. коло
| ОФК Титоград                                             | 3 : 6 | Рибница |
| -------------------------------------------------------- | ----- | --- |
| Антон Ђонлекић 11’ · Дамир Адровић 37’ · Ненад Мараш 85’ |       | Велимир Вујошевић 2’ · Ријад Дервишевић 35’ · Адин Шкријељ 45+2’ · Лорис Крушевци 73’ · Суад Мујак 76’ · Ријад Дервишевић 84’ |

| Интернационал | 8 : 0 | Полет старс |
| --- | ----- | ----------- |
| Дарјан Шушић 27’ · Дарјан Шушић 33’ · Дарјан Шушић 38’ · Кијотака Хосоно 60’ · Иво Шкулетић 69’ · Милош Бољевић 80’ · Дарјан Шушић 81’ · Дарјан Шушић 86’ |       |             |

| Адриа | није играно | Челик |
| ----- | ----------- | ----- |
|       |             |       |

| Црвена стијена | 3 : 0 | Кариоке |
| -------------- | ----- | ------- |
|                |       |         |

| Забјело              | 1 : 0 | Дрезга |
| -------------------- | ----- | ------ |
| Марио Гојчевић 90+3’ |       |        |

| Олимпико | није играно | Иларион |
| -------- | ----------- | ------- |
|          |             |         |

### 26. коло
| Полет старс | 3 : 0 | Црвена стијена |
| ----------- | ----- | -------------- |
|             |       |                |

| Иларион              | 1 : 2 | Забјело                                                |
| -------------------- | ----- | ------------------------------------------------------ |
| Павле Петричевић 28’ |       | Александар Кривокапић 58’ (пенал) · Данило Вујовић 85’ |

| Рибница              | 1 : 4 | Интернационал                                                            |
| -------------------- | ----- | ------------------------------------------------------------------------ |
| Ријад Дервишевић 72’ |       | Дарјан Шушић 16’ · Дарјан Шушић 27’ · Петар Тадић 33’ · Милош Драгаш 50’ |

| Кариоке                                                        | 3 : 1 | Адриа           |
| -------------------------------------------------------------- | ----- | --------------- |
| Владимир Вујисић 13’ · Немања Шалго 40’ · Владимир Вујисић 62’ |       | Јаков Рудан 70’ |

| Дрезга              | 1 : 3 | ОФК Титоград                                                  |
| ------------------- | ----- | ------------------------------------------------------------- |
| Никола Добровић 10’ |       | Јован Дубљевић 37’ · Антон Ђонлекић 69’ · Андреј Мирковић 77’ |

| Челик                                                         | 3 : 0 | Зора |
| ------------------------------------------------------------- | ----- | ---- |
| Ристо Мирковић 48’ · Немања Ненезић 64’ · Лазар Кецојевић 81’ |       |      |

## Табела и статистика
| Мјесто | Екипа          | Играно | Побједа | Неријешено | Изгубио | Дао гол. | При. гол. | Гол-разлика | Бодови | Напомене            |
| ------ | -------------- | ------ | ------- | ---------- | ------- | -------- | --------- | ----------- | ------ | ------------------- |
| 1.     | Интернационал  | 24     | 22      | 2          | 0       | 104      | 7         | +97         | 68     | Бараж за Другу лигу |
| 2.     | Црвена стијена | 24     | 18      | 2          | 4       | 69       | 17        | +52         | 56     |                     |
| 3.     | Челик          | 22     | 15      | 1          | 6       | 61       | 26        | +35         | 46     |                     |
| 4.     | Забјело        | 23     | 14      | 2          | 7       | 56       | 27        | +29         | 44     |                     |
| 5.     | Зора           | 24     | 17      | 1          | 8       | 84       | 48        | +36         | 43     |                     |
| 6.     | Полет старс    | 24     | 12      | 3          | 9       | 62       | 39        | +23         | 39     |                     |
| 7.     | ОФК Титоград   | 24     | 12      | 2          | 10      | 68       | 43        | +25         | 38     |                     |
| 8.     | Рибница        | 22     | 11      | 0          | 11      | 50       | 56        | -6          | 33     |                     |
| 9.     | Дрезга         | 24     | 9       | 1          | 14      | 64       | 62        | +2          | 28     |                     |
| 10.    | Иларион        | 23     | 9       | 0          | 14      | 52       | 43        | +9          | 27     |                     |
| 11.    | Кариоке        | 24     | 5       | 2          | 17      | 37       | 88        | -51         | 17     |                     |
| 12.    | Адриа          | 22     | 2       | 0          | 20      | 14       | 140       | -126        | 6      |                     |
| 13.    | Олимпико       | 22     | 0       | 0          | 22      | 9        | 134       | -125        | 0      |                     |

- Интернационал иде у бараж за пласман у Другу лигу;

| Првак Треће лиге Црне Горе — Центар |
| ----------------------------------- |
| Интернационал 1. Титула             |

### Позиције на табели по колима
|     | Екипа          | 1  | 2  | 3  | 4  | 5  | 6  | 7  | 8  | 9  | 10 | 11 | 12 | 13 | 14 | 15 | 16 | 17 | 18 | 19 | 20 | 21 | 22 | 23 | 24 | 25 | 26 |
| --- | -------------- | -- | -- | -- | -- | -- | -- | -- | -- | -- | -- | -- | -- | -- | -- | -- | -- | -- | -- | -- | -- | -- | -- | -- | -- | -- | -- |
| 1.  | Адриа          | 11 | 12 | 12 | 12 | 11 | 12 | 12 | 12 | 12 | 12 | 12 | 12 | 12 | 12 | 12 | 12 | 12 | 12 | 12 | 12 | 12 | 12 | 12 | 12 | 12 | 12 |
| 2.  | Дрезга         | 7  | 9  | 7  | 8  | 10 | 10 | 10 | 11 | 11 | 9  | 9  | 9  | 9  | 9  | 9  | 9  | 9  | 9  | 9  | 9  | 9  | 9  | 10 | 9  | 9  | 9  |
| 3.  | Забјело        | 1  | 5  | 6  | 7  | 7  | 7  | 7  | 8  | 8  | 8  | 8  | 8  | 6  | 6  | 7  | 5  | 5  | 5  | 5  | 5  | 5  | 5  | 5  | 5  | 5  | 4  |
| 4.  | Зора           | 3  | 7  | 5  | 5  | 4  | 2  | 1  | 2  | 5  | 5  | 5  | 5  | 5  | 3  | 3  | 3  | 4  | 4  | 3  | 3  | 3  | 4  | 4  | 4  | 4  | 5  |
| 5.  | Иларион        | 9  | 10 | 10 | 10 | 9  | 9  | 9  | 9  | 9  | 11 | 11 | 10 | 11 | 11 | 11 | 11 | 10 | 10 | 10 | 10 | 10 | 10 | 9  | 10 | 10 | 10 |
| 6.  | Интернационал  | 6  | 3  | 2  | 2  | 1  | 1  | 2  | 1  | 1  | 1  | 1  | 1  | 1  | 1  | 1  | 1  | 1  | 1  | 1  | 1  | 1  | 1  | 1  | 1  | 1  | 1  |
| 7.  | Кариоке        | 10 | 11 | 11 | 11 | 12 | 11 | 11 | 10 | 10 | 10 | 10 | 11 | 10 | 10 | 10 | 10 | 11 | 11 | 11 | 11 | 11 | 11 | 11 | 11 | 11 | 11 |
| 8.  | Олимпико       | 12 | 13 | 13 | 13 | 13 | 13 | 13 | 13 | 13 | 13 | 13 | 13 | 13 | 13 | 13 | 13 | 13 | 13 | 13 | 13 | 13 | 13 | 13 | 13 | 13 | 13 |
| 9.  | Полет старс    | 2  | 2  | 3  | 1  | 2  | 4  | 5  | 4  | 3  | 4  | 6  | 6  | 7  | 7  | 8  | 8  | 6  | 7  | 6  | 6  | 6  | 6  | 6  | 6  | 6  | 6  |
| 10. | Рибница        | 8  | 8  | 9  | 9  | 8  | 8  | 8  | 7  | 7  | 6  | 4  | 4  | 4  | 5  | 6  | 7  | 8  | 6  | 7  | 8  | 8  | 8  | 8  | 8  | 8  | 8  |
| 11. | ОФК Титоград   | 4  | 1  | 1  | 4  | 5  | 6  | 6  | 6  | 6  | 7  | 7  | 7  | 8  | 8  | 5  | 6  | 7  | 8  | 8  | 7  | 7  | 7  | 7  | 7  | 7  | 7  |
| 12. | Црвена стијена | 5  | 4  | 4  | 3  | 3  | 3  | 3  | 5  | 4  | 2  | 2  | 2  | 2  | 2  | 2  | 2  | 2  | 2  | 2  | 2  | 2  | 2  | 2  | 2  | 2  | 2  |
| 13. | Челик          | 13 | 6  | 8  | 6  | 6  | 5  | 4  | 3  | 2  | 3  | 3  | 3  | 3  | 4  | 4  | 4  | 3  | 3  | 4  | 4  | 4  | 3  | 3  | 3  | 3  | 3  |

### Домаћин - гост табела
| М   | Клуб           | Одиг. као домаћин | Поб. | Нер. | Пор. | ГД | ГП | ГР  | Бод. | Одиг. као гост | Поб. | Нер. | Пор. | ГД | ГП | ГР  | Бод. |
| --- | -------------- | ----------------- | ---- | ---- | ---- | -- | -- | --- | ---- | -------------- | ---- | ---- | ---- | -- | -- | --- | ---- |
| 1.  | Интернационал  | 12                | 11   | 1    | 0    | 59 | 4  | +55 | 34   | 12             | 11   | 1    | 0    | 45 | 3  | +42 | 34   |
| 2.  | Црвена стијена | 12                | 10   | 1    | 1    | 34 | 7  | +27 | 31   | 12             | 8    | 1    | 3    | 35 | 4  | +31 | 25   |
| 3.  | Челик          | 11                | 10   | 0    | 1    | 35 | 6  | +29 | 30   | 11             | 5    | 1    | 5    | 26 | 9  | +17 | 16   |
| 4.  | Забјело        | 12                | 7    | 1    | 4    | 25 | 14 | +11 | 22   | 11             | 7    | 1    | 3    | 31 | 13 | +18 | 22   |
| 5.  | Зора           | 12                | 7    | 0    | 5    | 52 | 27 | +25 | 21   | 12             | 7    | 1    | 4    | 32 | 21 | +11 | 22   |
| 6.  | Полет старс    | 12                | 7    | 2    | 3    | 31 | 14 | +17 | 23   | 12             | 5    | 1    | 6    | 31 | 25 | +6  | 16   |
| 7.  | ОФК Титоград   | 12                | 6    | 0    | 6    | 40 | 24 | +16 | 18   | 12             | 6    | 2    | 4    | 28 | 19 | +9  | 20   |
| 8.  | Рибница        | 10                | 4    | 0    | 6    | 19 | 29 | -10 | 12   | 12             | 7    | 0    | 5    | 31 | 27 | +4  | 21   |
| 9.  | Дрезга         | 12                | 6    | 1    | 5    | 35 | 28 | +7  | 19   | 12             | 3    | 0    | 9    | 29 | 34 | -5  | 9    |
| 10. | Иларион        | 12                | 6    | 0    | 6    | 24 | 20 | +4  | 18   | 11             | 3    | 0    | 8    | 28 | 23 | +5  | 9    |
| 11. | Кариоке        | 12                | 3    | 2    | 7    | 20 | 45 | -25 | 11   | 12             | 2    | 0    | 10   | 17 | 43 | -26 | 6    |
| 12. | Адриа          | 11                | 1    | 0    | 10   | 8  | 60 | -52 | 3    | 11             | 1    | 0    | 10   | 6  | 80 | -74 | 3    |
| 13. | Олимпико       | 11                | 0    | 0    | 11   | 4  | 66 | -62 | 0    | 11             | 0    | 0    | 11   | 5  | 68 | -63 | 0    |

## Листа стријелаца
| Позиција | Држава    | Играч                 | Екипа                       | Број голова | Голови из пенала |
| -------- | --------- | --------------------- | --------------------------- | ----------- | ---------------- |
| 1.       | Црна Гора | Никола Добровић       | Дрезга                      | 25          | 1                |
| 2.       | Црна Гора | Дарјан Шушић          | Интернационал               | 24          | 1                |
| 3.       | Црна Гора | Александар Крстовић   | Зора                        | 23          | 0                |
| 4.       | Црна Гора | Вук Лукић             | Иларион                     | 21          | 2                |
| 5.       | Црна Гора | Едисон Авдијај        | Рибница                     | 15          | 3                |
| 6.       | Црна Гора | Петар Тадић           | Интернационал               | 14          | 0                |
| 6.       | Црна Гора | Ервин Ћоровић         | Зора                        | 14          | 1                |
| 8.       | Црна Гора | Никола Раденовић      | Интернационал               | 13          | 0                |
| 8.       | Црна Гора | Богдан Ђуретић        | Иларион                     | 13          | 0                |
| 10.      | Црна Гора | Андрија Ћосовић       | Зора                        | 12          | 1                |
| 10.      | Црна Гора | Дејан Јањић           | Кариоке Челик               | 12          | 0                |
| 12.      | Црна Гора | Мирко Раичевић        | Забјело                     | 11          | 0                |
| 12.      | Црна Гора | Антон Ђонлекић        | ОФК Титоград                | 11          | 1                |
| 12.      | Црна Гора | Никола Пејовић        | Црвена стијена              | 11          | 2                |
| 15.      | Црна Гора | Ријад Дервишевић      | Рибница                     | 10          | 0                |
| 15.      | Црна Гора | Јован Кљајевић        | ОФК Титоград                | 10          | 0                |
| 17.      | Црна Гора | Блажо Џанкић          | Забјело                     | 9           | 0                |
| 17.      | Црна Гора | Бошко Вукчевић        | Црвена стијена              | 9           | 0                |
| 17.      | Црна Гора | Дарко Рајковић        | Дрезга                      | 9           | 1                |
| 17.      | Црна Гора | Ристо Мирковић        | Челик                       | 9           | 1                |
| 21.      | Црна Гора | Александар Кривокапић | Забјело                     | 8           | 5                |
| 21.      | Јапан     | Кијотака Хосоно       | Интернационал               | 8           | 0                |
| 23.      | Црна Гора | Суад Мујак            | Рибница                     | 7           | 1                |
| 23.      | Црна Гора | Александар Раичковић  | Црвена стијена              | 7           | 0                |
| 23.      | Црна Гора | Душан Лакушић         | Црвена стијена              | 7           | 1                |
| 23.      | Црна Гора | Богдан Јошановић      | Интернационал Челик         | 7           | 0                |
| 27.      | Црна Гора | Јасмин Љуца           | Зора                        | 6           | 0                |
| 27.      | Црна Гора | Милан Ђукановић       | Полет старс                 | 6           | 0                |
| 27.      | Црна Гора | Владимир Вратница     | Забјело                     | 6           | 0                |
| 27.      | Црна Гора | Игор Радевић          | ОФК Титоград                | 6           | 1                |
| 27.      | Црна Гора | Ведад Турусковић      | ОФК Титоград                | 6           | 0                |
| 27.      | Црна Гора | Ненања Ненезић        | Челик                       | 6           | 0                |
| 27.      | Црна Гора | Лазар Мартиновић      | Дрезга                      | 6           | 0                |
| 27.      | Црна Гора | Александар Ћулафић    | Зора Интернационал          | 6           | 0                |
| 27.      | Црна Гора | Миро Томић            | Интернационал               | 6           | 4                |
| 27.      | Црна Гора | Иван Вујачић          | Полет старс                 | 6           | 0                |
| 27.      | Црна Гора | Василије Кликовац     | Црвена стијена              | 6           | 1                |
| 38.      | Црна Гора | Милош Кнежевић        | Забјело                     | 5           | 0                |
| 38.      | Црна Гора | Жељко Златичанин      | Дрезга                      | 5           | 0                |
| 38.      | Црна Гора | Милош Драгаш          | Интернационал               | 5           | 0                |
| 38.      | Црна Гора | Стефан Ећо            | Полет старс                 | 5           | 0                |
| 38.      | Црна Гора | Анђео Дробњак         | Дрезга                      | 5           | 0                |
| 38.      | Црна Гора | Ђорђе Мујовић         | Интернационал               | 5           | 0                |
| 38.      | Црна Гора | Амер Маркишић         | Кариоке                     | 5           | 0                |
| 38.      | Црна Гора | Давид Беришај         | ОФК Титоград                | 5           | 0                |
| 38.      | Црна Гора | Дамир Адровић         | ОФК Титоград                | 5           | 0                |
| 38.      | Црна Гора | Филип Ћипранић        | Челик                       | 5           | 2                |
| 38.      | Црна Гора | Владимир Вујисић      | Кариоке                     | 5           | 0                |
| 38.      | Црна Гора | Матија Гардашевић     | ОФК Титоград                | 5           | 0                |
| 50.      | Црна Гора | Бајрам Аџовић         | Зора                        | 4           | 0                |
| 50.      | Црна Гора | Стефан Поповић        | Забјело                     | 4           | 0                |
| 50.      | Црна Гора | Никола Чолаковић      | Челик                       | 4           | 0                |
| 50.      | Црна Гора | Марко Поповић         | ОФК Титоград                | 4           | 0                |
| 50.      | Црна Гора | Горан Давидовић       | Челик                       | 4           | 0                |
| 50.      | Црна Гора | Марио Гојчевић        | Забјело                     | 4           | 0                |
| 50.      | Црна Гора | Иван Тољић            | Челик                       | 4           | 0                |
| 50.      | Црна Гора | Павле Петричевић      | Иларион                     | 4           | 2                |
| 50.      | Црна Гора | Филип Митровић        | Полет старс Челик           | 4           | 1                |
| 50.      | Црна Гора | Никола Јовановић      | Зора                        | 4           | 1                |
| 50.      | Црна Гора | Милош Поповић         | Зора                        | 4           | 1                |
| 50.      | Црна Гора | Радован Бањевић       | Полет старс                 | 4           | 0                |
| 50.      | Црна Гора | Јован Перишић         | Интернационал               | 4           | 0                |
| 63.      | Црна Гора | Милан Бабић           | Полет старс                 | 3           | 0                |
| 63.      | Црна Гора | Љубо Калуђеровић      | Полет старс                 | 3           | 0                |
| 63.      | Црна Гора | Давор Секулић         | Иларион                     | 3           | 0                |
| 63.      | Црна Гора | Немања Косовић        | Челик                       | 3           | 0                |
| 63.      | Црна Гора | Никола Лончар         | Челик                       | 3           | 0                |
| 63.      | Црна Гора | Лука Пејурић          | Адриа                       | 3           | 0                |
| 63.      | Црна Гора | Небојша Јовановић     | Зора                        | 3           | 0                |
| 63.      | Црна Гора | Божидар Поповић       | Челик                       | 3           | 0                |
| 63.      | Црна Гора | Сиљами Делија         | Полет старс                 | 3           | 0                |
| 63.      | Црна Гора | Дино Хуремовић        | Кариоке                     | 3           | 1                |
| 63.      | Црна Гора | Ваид Еминовић         | Кариоке                     | 3           | 0                |
| 63.      | Црна Гора | Борис Стијеповић      | Црвена стијена              | 3           | 1                |
| 63.      | Црна Гора | Лазар Дармановић      | Интернационал               | 3           | 0                |
| 63.      | Црна Гора | Немања Шалго          | Кариоке                     | 3           | 0                |
| 63.      | Црна Гора | Видоје Бајовић        | Полет старс                 | 3           | 0                |
| 63.      | Црна Гора | Борис Маровић         | Кариоке                     | 3           | 1                |
| 63.      | Црна Гора | Лука Мрвошевић        | Полет старс                 | 3           | 0                |
| 63.      | Јапан     | Хироки Мацумото       | Рибница                     | 3           | 0                |
| 63.      | Црна Гора | Јован Дубљевић        | ОФК Титоград                | 3           | 0                |
| 63.      | Црна Гора | Ненад Мараш           | ОФК Титоград                | 3           | 0                |
| 63.      | Црна Гора | Јаков Рудин           | Адриа                       | 3           | 0                |
| 63.      | Јапан     | Нои Ишиде             | Иларион                     | 3           | 0                |
| 85.      | Црна Гора | Данило Бабовић        | Полет старс                 | 2           | 0                |
| 85.      | Црна Гора | Ријад Пепић           | Интернационал               | 2           | 0                |
| 85.      | Црна Гора | Балша Булатовић       | Адриа                       | 2           | 0                |
| 85.      | Црна Гора | Богдан Челебић        | ОФК Титоград                | 2           | 0                |
| 85.      | Црна Гора | Вук Вујачић           | Дрезга                      | 2           | 1                |
| 85.      | Црна Гора | Бојан Лазаревић       | Дрезга                      | 2           | 0                |
| 85.      | Црна Гора | Владимир Костић       | Адриа                       | 2           | 1                |
| 85.      | Црна Гора | Лазар Стијеповић      | Интернационал               | 2           | 0                |
| 85.      | Црна Гора | Иван Газивода         | Црвена стијена              | 2           | 0                |
| 85.      | Црна Гора | Андреј Мирковић       | Црвена стијена ОФК Титоград | 2           | 0                |
| 85.      | Црна Гора | Милош Ђуришић         | Полет старс                 | 2           | 0                |
| 85.      | Црна Гора | Давид Николић         | Зора Полет старс            | 2           | 1                |
| 85.      | Црна Гора | Ђорђије Ајковић       | Зора                        | 2           | 0                |
| 85.      | Црна Гора | Марко Денда           | Челик                       | 2           | 0                |
| 85.      | Црна Гора | Тодор Раичковић       | Адриа                       | 2           | 0                |
| 85.      | Црна Гора | Иван Перовић          | Зора                        | 2           | 0                |
| 85.      | Црна Гора | Игор Бурић            | Зора                        | 2           | 0                |
| 85.      | Црна Гора | Лука Радетић          | Зора                        | 2           | 0                |
| 85.      | Црна Гора | Денад Башановић       | Олимпико                    | 2           | 0                |
| 85.      | Црна Гора | Куштрим Арифи         | Црвена стијена              | 2           | 0                |
| 85.      | Црна Гора | Бојан Вукићевић       | Иларион                     | 2           | 1                |
| 85.      | Црна Гора | Стефан Вукићевић      | Иларион                     | 2           | 0                |
| 85.      | Црна Гора | Иван Томашевић        | Челик Дрезга                | 2           | 0                |
| 85.      | Црна Гора | Милош Пејурић         | Црвена стијена              | 2           | 1                |
| 85.      | Црна Гора | Демир Ђоковић         | Олимпико                    | 2           | 0                |
| 85.      | Црна Гора | Иво Шкулетић          | Интернационал               | 2           | 0                |
| 85.      | Црна Гора | Лорис Крушевци        | Рибница                     | 2           | 0                |
| 85.      | Црна Гора | Адин Шкријељ          | Рибница                     | 2           | 0                |
| 85.      | Црна Гора | Сава Арчон            | Црвена стијена              | 2           | 0                |
| 114.     | Црна Гора | Милан Јанковић        | Полет старс                 | 1           | 0                |
| 114.     | Црна Гора | Данило Вуковић        | Полет старс                 | 1           | 0                |
| 114.     | Црна Гора | Здравко Јашовић       | Рибница                     | 1           | 0                |
| 114.     | Црна Гора | Емир Спахић           | ОФК Титоград                | 1           | 1                |
| 114.     | Црна Гора | Петар Челебић         | Црвена стијена              | 1           | 0                |
| 114.     | Црна Гора | Саша Ђуришић          | Дрезга                      | 1           | 0                |
| 114.     | Црна Гора | Јован Малишић         | Интернационал               | 1           | 0                |
| 114.     | Црна Гора | Иван Вукчевић         | Интернационал               | 1           | 0                |
| 114.     | Црна Гора | Милош Вукчевић        | Забјело                     | 1           | 0                |
| 114.     | Црна Гора | Јаков Вукчевић        | Полет старс                 | 1           | 0                |
| 114.     | Црна Гора | Андрија Вујисић       | Зора                        | 1           | 0                |
| 114.     | Црна Гора | Андрија Пејовић       | Челик                       | 1           | 0                |
| 114.     | Црна Гора | Стеван Пекић          | Рибница                     | 1           | 2                |
| 114.     | Црна Гора | Иван Злајић           | Зора                        | 1           | 1                |
| 114.     | Црна Гора | Лука Јововић          | Зора                        | 1           | 0                |
| 114.     | Црна Гора | Дино Ђукић            | ОФК Титоград                | 1           | 0                |
| 114.     | Црна Гора | Митар Драганић        | Челик                       | 1           | 0                |
| 114.     | Црна Гора | Никола Бабић          | Полет старс                 | 1           | 0                |
| 114.     | Црна Гора | Мирко Дурутовић       | Челик                       | 1           | 1                |
| 114.     | Црна Гора | Иван Васовић          | Зора                        | 1           | 0                |
| 114.     | Црна Гора | Владимир Спалевић     | Кариоке                     | 1           | 0                |
| 114.     | Црна Гора | Марко Стругар         | Олимпико                    | 1           | 0                |
| 114.     | Црна Гора | Елвир Мемић           | Рибница                     | 1           | 0                |
| 114.     | Црна Гора | Дражен Пејовић        | Дрезга                      | 1           | 0                |
| 114.     | Црна Гора | Немања Шиник          | Црвена стијена              | 1           | 0                |
| 114.     | Црна Гора | Бојан Лалић           | Рибница                     | 1           | 0                |
| 114.     | Црна Гора | Шћепан Барјактаревић  | Полет старс                 | 1           | 0                |
| 114.     | Црна Гора | Лука Лакушић          | Интернационал               | 1           | 0                |
| 114.     | Црна Гора | Александар Бошковић   | Дрезга                      | 1           | 0                |
| 114.     | Црна Гора | Немања Љумовић        | Дрезга                      | 1           | 0                |
| 114.     | Црна Гора | Алекса Томашевић      | Дрезга                      | 1           | 0                |
| 114.     | Црна Гора | Лука Ралевић          | Дрезга                      | 1           | 0                |
| 114.     | Црна Гора | Игор Петричевић       | Интернационал               | 1           | 1                |
| 114.     | Црна Гора | Марко Копривица       | Челик                       | 1           | 0                |
| 114.     | Црна Гора | Срђа Косовић          | Челик                       | 1           | 0                |
| 114.     | Црна Гора | Јанко Вукчевић        | Адриа                       | 1           | 0                |
| 114.     | Црна Гора | Лука Лакић            | Интернационал               | 1           | 0                |
| 114.     | Црна Гора | Неждет Даутовић       | Рибница                     | 1           | 0                |
| 114.     | Црна Гора | Алфред Гојчај         | ОФК Титоград                | 1           | 0                |
| 114.     | Црна Гора | Андрија Вучић         | Полет старс                 | 1           | 0                |
| 114.     | Црна Гора | Милош Цаушевић        | Црвена стијена              | 1           | 0                |
| 114.     | Црна Гора | Јакша Баошић          | ОФК Титоград                | 1           | 0                |
| 114.     | Црна Гора | Владимир Маровић      | ОФК Титоград                | 1           | 1                |
| 114.     | Црна Гора | Лука Петричевић       | Забјело                     | 1           | 0                |
| 114.     | Црна Гора | Енис Асановић         | Рибница                     | 1           | 0                |
| 114.     | Црна Гора | Лазар Булајић         | Полет старс                 | 1           | 0                |
| 114.     | Црна Гора | Максим Малешевић      | Полет старс                 | 1           | 0                |
| 114.     | Црна Гора | Марко Секулић         | Црвена стијена              | 1           | 0                |
| 114.     | Црна Гора | Лука Шофранац         | Челик                       | 1           | 0                |
| 114.     | Црна Гора | Момчило Грбовић       | Челик                       | 1           | 0                |
| 114.     | Црна Гора | Јагош Шћепановић      | Кариоке                     | 1           | 0                |
| 114.     | Црна Гора | Лазар Рабреновић      | Адриа                       | 1           | 0                |
| 114.     | Црна Гора | Балша Шишевић         | Иларион                     | 1           | 0                |
| 114.     | Црна Гора | Лука Радовић          | Олимпико                    | 1           | 0                |
| 114.     | Црна Гора | Сретен Павићевић      | Кариоке                     | 1           | 0                |
| 114.     | Црна Гора | Огњен Тодоровић       | Полет старс                 | 1           | 0                |
| 114.     | Црна Гора | Андрија Дамјановић    | Кариоке                     | 1           | 0                |
| 114.     | Црна Гора | Матија Вукосавловић   | Кариоке                     | 1           | 0                |
| 114.     | Црна Гора | Немања Ђуровић        | Кариоке                     | 1           | 0                |
| 114.     | Јапан     | Јуки Јамам            | Интернационал               | 1           | 0                |
| 114.     | Црна Гора | Ђорђије Спахић        | Дрезга                      | 1           | 0                |
| 114.     | Црна Гора | Филип Радоњић         | Црвена стијена              | 1           | 0                |
| 114.     | Црна Гора | Дамир Ђоковић         | Олимпико                    | 1           | 0                |
| 114.     | Црна Гора | Борис Пејовић         | Полет старс                 | 1           | 0                |
| 114.     | Јапан     | Харуки Јамамура       | Интернационал               | 1           | 0                |
| 114.     | Црна Гора | Павле Турковић        | Дрезга                      | 1           | 0                |
| 114.     | Црна Гора | Душан Радевић         | ОФК Титоград                | 1           | 0                |
| 114.     | Црна Гора | Милован Вујисић       | Интернационал               | 1           | 1                |
| 114.     | Црна Гора | Лука Поповић          | Зора                        | 1           | 0                |
| 114.     | Црна Гора | Живко Каљевић         | Олимпико                    | 1           | 1                |
| 114.     | Црна Гора | Амар Абазовић         | Олимпико                    | 1           | 0                |
| 114.     | Црна Гора | Владимир Вујошевић    | Рибница                     | 1           | 0                |
| 114.     | Црна Гора | Милош Бољевић         | Интернационал               | 1           | 0                |
| 114.     | Црна Гора | Данило Вујовић        | Забјело                     | 1           | 0                |
| 114.     | Црна Гора | Лазар Кецојевић       | Челик                       | 1           | 0                |